# 1152 w polityce

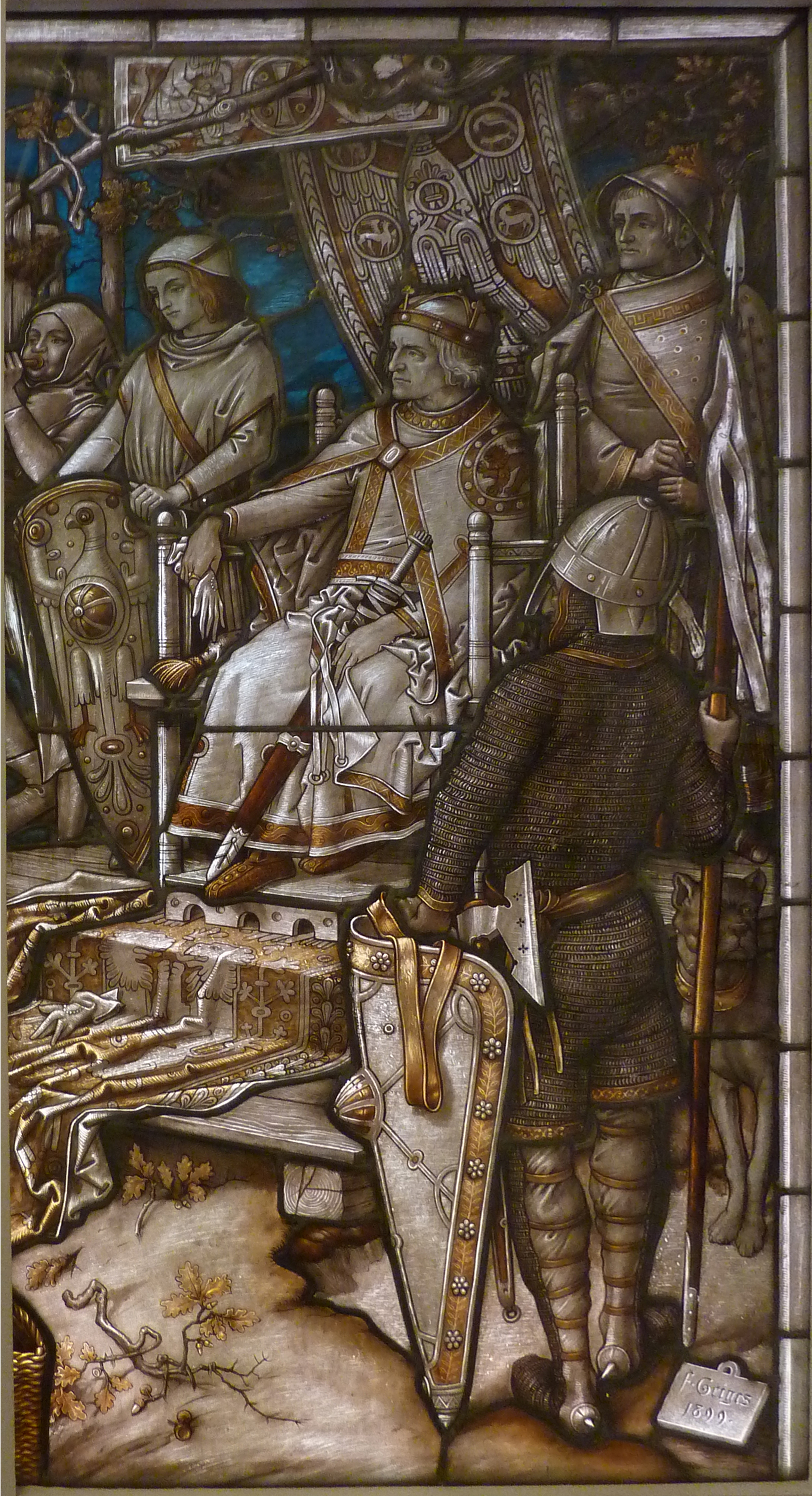
Konrad I, książę Zähringen

Wydarzenia polityczne w 1152 roku.

## Wydarzenia
- Ślub Ryksy, córki Władysława Wygnańca z Alfonsem VII, cesarzem Hiszpanii[1].
- Rozwód Ludwika VII z Eleonorą Akwitańską (jej mężem niebawem został Henryk II Plantagenet)[2].
- Początek panowania Fryderyka Rudobrodego (do 1190)[2][3][4].

## Zmarli
- 8 stycznia Konrad I, książę Zähringen[5].
- Konrad III Hohenstauf, król niemiecki[2].